# Heavy Music Awards

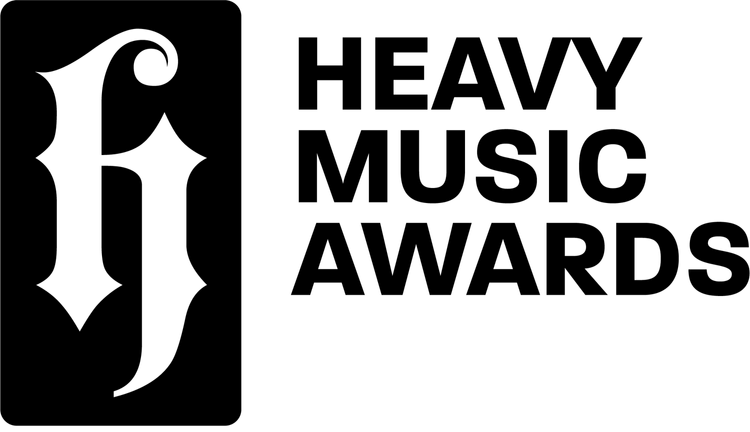
Logo der Heavy Music Awards

Die Heavy Music Awards sind ein seit 2017 jährlich verliehener britischer Musikpreis im Bereich der Rock- und Metal-Musik.

## Hintergrund
Die Heavy Music Awards wurden Ende 2016 von den beiden Engländern Andy Pritchard und Dave Bradley ins Leben gerufen. Beide arbeiteten seit Jahren im Musikgeschäft und hatten das Gefühl, dass es „viel zu viele Menschen gäbe, die großartige Dinge leisten, ohne je dafür anerkannt zu werden“. Die Preisvergabe sollte dabei „demokratisch und unabhängig“ verlaufen und verläuft in zwei Stufen. Zunächst wird eine Umfrage in der Musikbranche durchgeführt, bei der Menschen aus den verschiedensten Ecken der Branche in den verschiedenen Kategorien ihre jeweils drei Favoriten nennen. Maßgeblicher Zeitraum ist dabei das vergangene Kalenderjahr. Die jeweils sieben Bestplatzierten gelten dann als nominiert. In der zweiten Stufe findet eine öffentliche Abstimmung über das Internet statt. Bei der ersten Ausgabe im Jahre 1997 gaben 97.000 Menschen ihre Stimme ab. Ein Jahr später stimmten bereits 131.000 Menschen ab. Im Jahre 2021 wurden über 1,4 Millionen Stimmen abgegeben.

## Kategorien
| Bei der Verleihung im Jahre 2024 wird der Preis in zehn Kategorien vergeben: - Best Album - Best Breakthrough Album - Best UK Artist - Best International Artist - Best UK Live Artist - Best International Live Artist - Best Breakthrough Live Artist - Best UK Breakthrough Live Artist - Best International Breakthrough Live Artist - Best Album Artwork | In früheren Jahren wurden Preise in diesen Kategorien vergeben: - Best Breakthrough Artist (ab 2018 aufgeteilt in UK und International) - Best Festival - Best Photographer - Best Podcast - Best Producer - Best Production - Best Single - Best Venue - Best Video |

## Verleihungen

### 2017

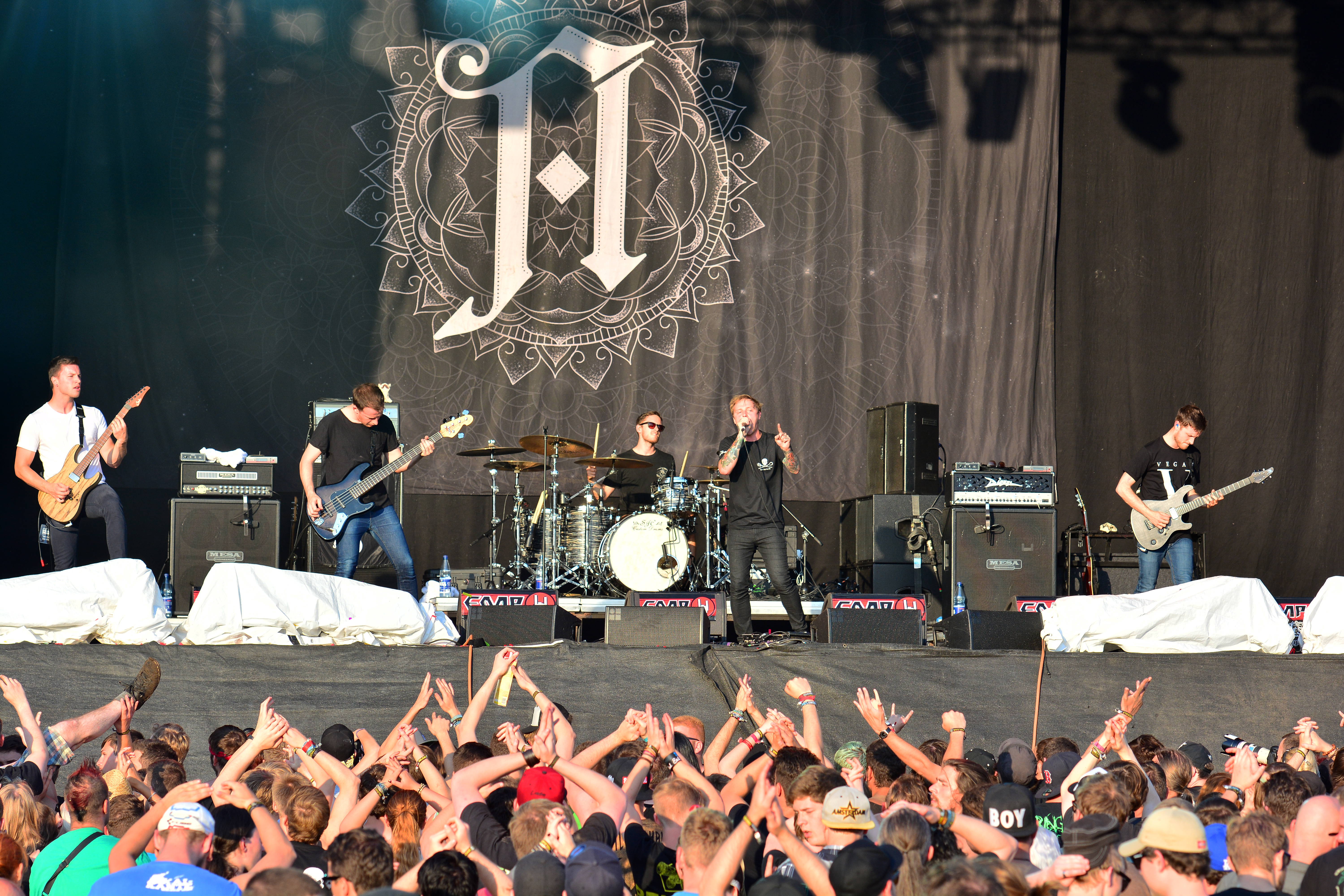
Architects wurden für das beste Album ausgezeichnet.

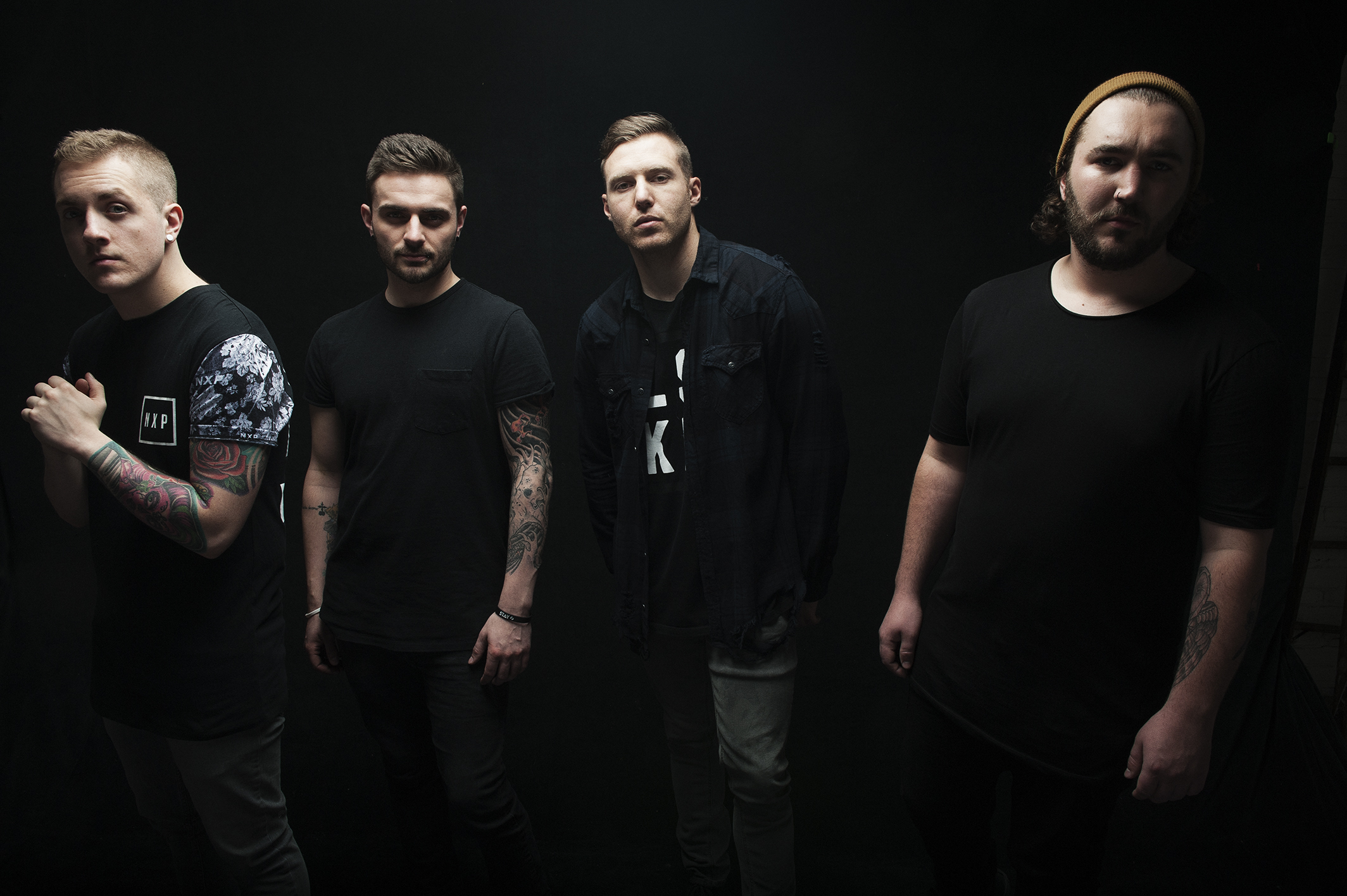
I Prevail wurden für als bester Newcomer ausgezeichnet.

Die Preisverleihung fand am 24. August 2017 im House of Vans in London statt und wurde von Sophie K und Alex Baker moderiert. Es traten die Bands Creeper, Venom Prison, Vukovi und Dead! auf. Die Nominierungen wurden im März 2019 bekannt gegeben.
| Best Album | Best UK Artist |
| --- | --- |
| - Architects – All Our Gods Have Abandoned Us - Deftones – Gore - Every Time I Die – Low Teens - Gojira – Magma - Metallica – Hardwired…to Self-Destruct - Oathbreaker – Rheia - Thrice – To Be Everythere Is to Be Nowhere | - Architects - Biffy Clyro - Black Peaks - Black Sabbath - Bring Me the Horizon - Creeper - Frank Carter & The Rattlesnakes                                                                     |
| Best Live Artist | Best International Artist |
| - Architects - The Dillinger Escape Plan - Enter Shikari - Every Time I Die - Frank Carter & The Rattlesnakes - Ghost - Gojira                                                                                              | - A Day to Remember - Beartooth - Deftones - Every Time I Die - Ghost - Gojira - Metallica |
| Best Breakthrough Artist | Best Album Artwork |
| - Black Peaks - Black Foxxes - Casey - Dead! - I Prevail - Venom Prison - Zeal & Ardor | - Architects – All Our Gods Have Abandoned Us - Black Foxxes – I’m Not Well - Deftones – Gore - Ghost – Popestar - Gojira – Magma - Meshuggah – The Violent Sleep of Reason - Opeth – Sorceress |
| Best Producer | Best Photographer |
| - Tom Dalgety - John Feldmann - Greg Fidelman - Matt Hyde - Dan Lancaster - Fredrik Nordström - Will Putney | - Tom Barnes - Corrine Cumming - Ben Gibson - Ross Halfin - Paul Harries - Jennifer McCord - John McMurtrie                                                                                     |
| Best Festival | Best Venue |
| - 2000 Trees Festival - ArcTanGent Festival - Bloodstock Open Air - Desertfest - Download-Festival - Reading and Leeds Festivals - Slam Dunk Festival                                                                       | - Black Heart, Camden - The Dome, Tufnell Park - KOKO, Camden - O2 Academy, Brixton - O2 Forum, Kentish Town - Rock City, Nottingham - The Underworld, Camden                                   |

### 2018

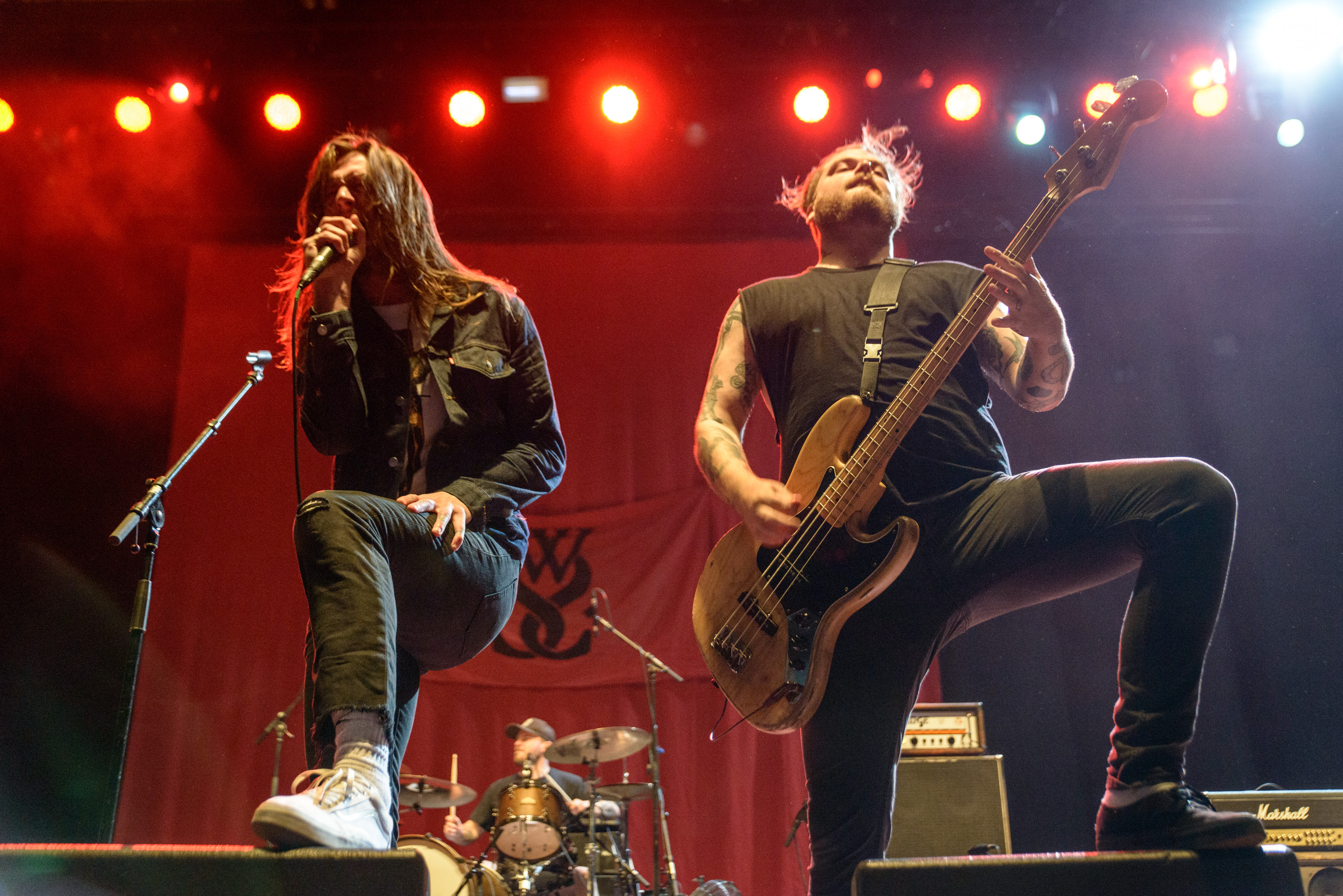
While She Sleeps wurden für das beste Album ausgezeichnet.

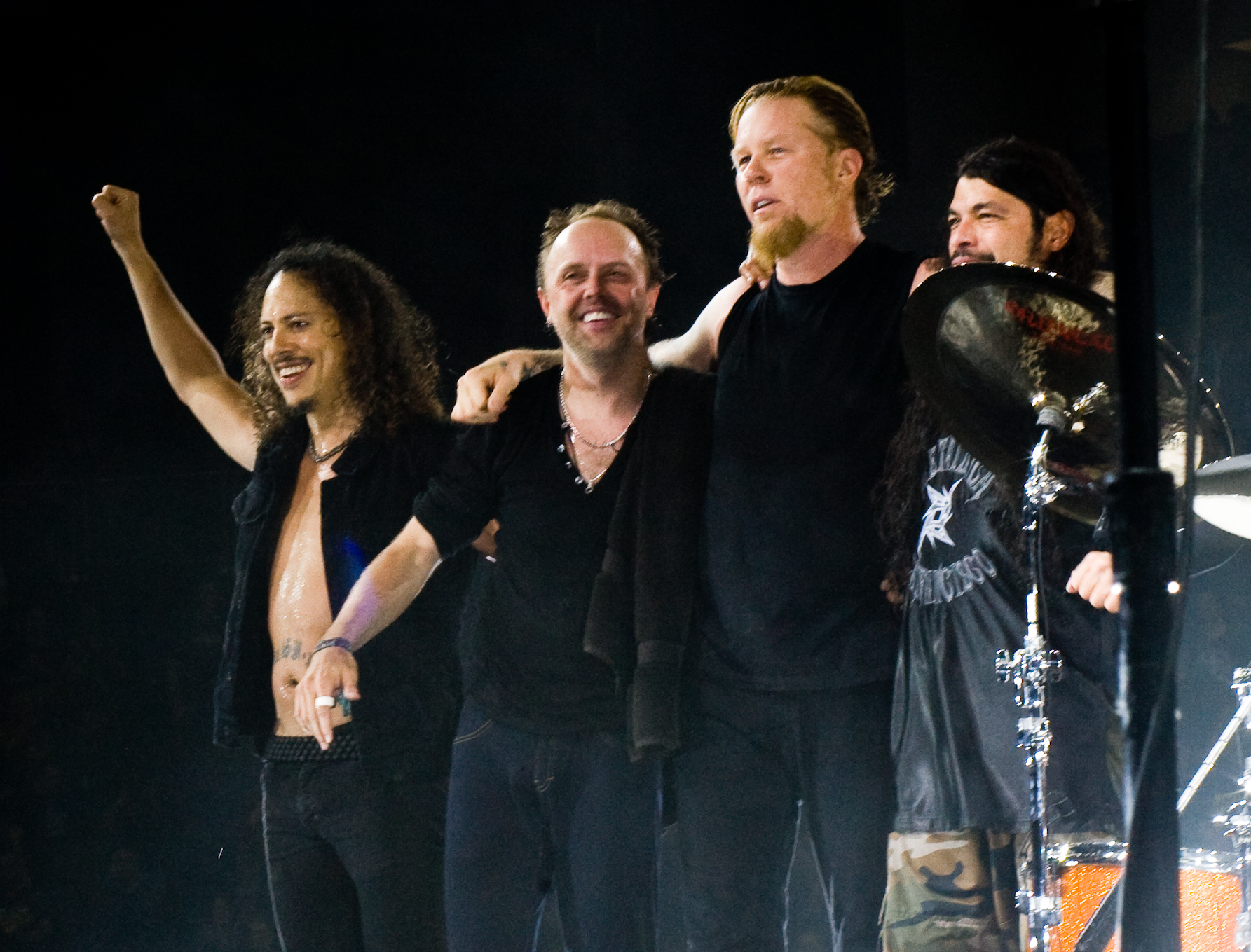
Metallica wurden für als beste internationale Band ausgezeichnet.

Die Preisverleihung fand am 23. August 2018 im Koko in London statt und wurde von Sophie K moderiert. Es traten die Bands Fever 333, Milk Teeth, Black Peaks und Coldbones auf. Die Nominierungen wurden im März 2019 bekannt gegeben.
| Best Album | Best UK Artist |
| --- | --- |
| - Code Orange – Forever - Converge – The Dusk in Us - Creeper – Eternity, in Your Arms - Enter Shikari – The Spark - Mastodon – Emperor of Sand - The Menzingers – After the Party - While She Sleeps – You Are We                | - Arcane Roots - Architects - Creeper - Enter Shikari - Frank Carter & The Rattlesnakes - Marmozets - While She Sleeps               |
| Best Live Artist | Best International Artist |
| - Architects - Enter Shikari - Every Time I Die - Frank Carter & The Rattlesnakes - Ghost - Gojira - While She Sleeps | - Code Orange - Converge - Mastodon - The Menzingers - Metallica - Parkway Drive - Trivium                                           |
| Best UK Breakthrough Artist | Best International Breakthrough Artist                                                                                               |
| - Bad Sign - Conjurer - Employed to Serve - Holding Absence - Loathe - Milk Teeth - Venom Prison | - Brutus - Can’t Swim - Knocked Loose - Palaye Royale - Slotface - Stand Atlantic - Waterparks                                       |
| Best Album Artwork | Best Festival |
| - Bell Witch – Mirror Reaper - Converge – The Dusk in Us - Creeper – Eternity, in Your Arms - Frank Carter & The Rattlesnakes – Modern Ruin - Mastodon – Emperor of Sand - Northlane – Mesmer - SikTh – The Future in Whose Eyes? | - 2000 Trees Festival - ArcTanGent Festival - Bloodstock Open Air - Download-Festival - Hellfest - Slam Dunk Festival - UK Tech-Fest |
| Best Photographer | Best Producer |
| - Corinne Cumming - Ben Gibson - Joshua Halling - Paul Harries - Tina Korhonen - Jennifer McCord - Ed Mason | - Kurt Ballou - Romesh Dondangoda - Neil D. Kennedy - Dan Lancaster - Brendan O’Brien - Will Putney - Will Yip                       |

### 2019

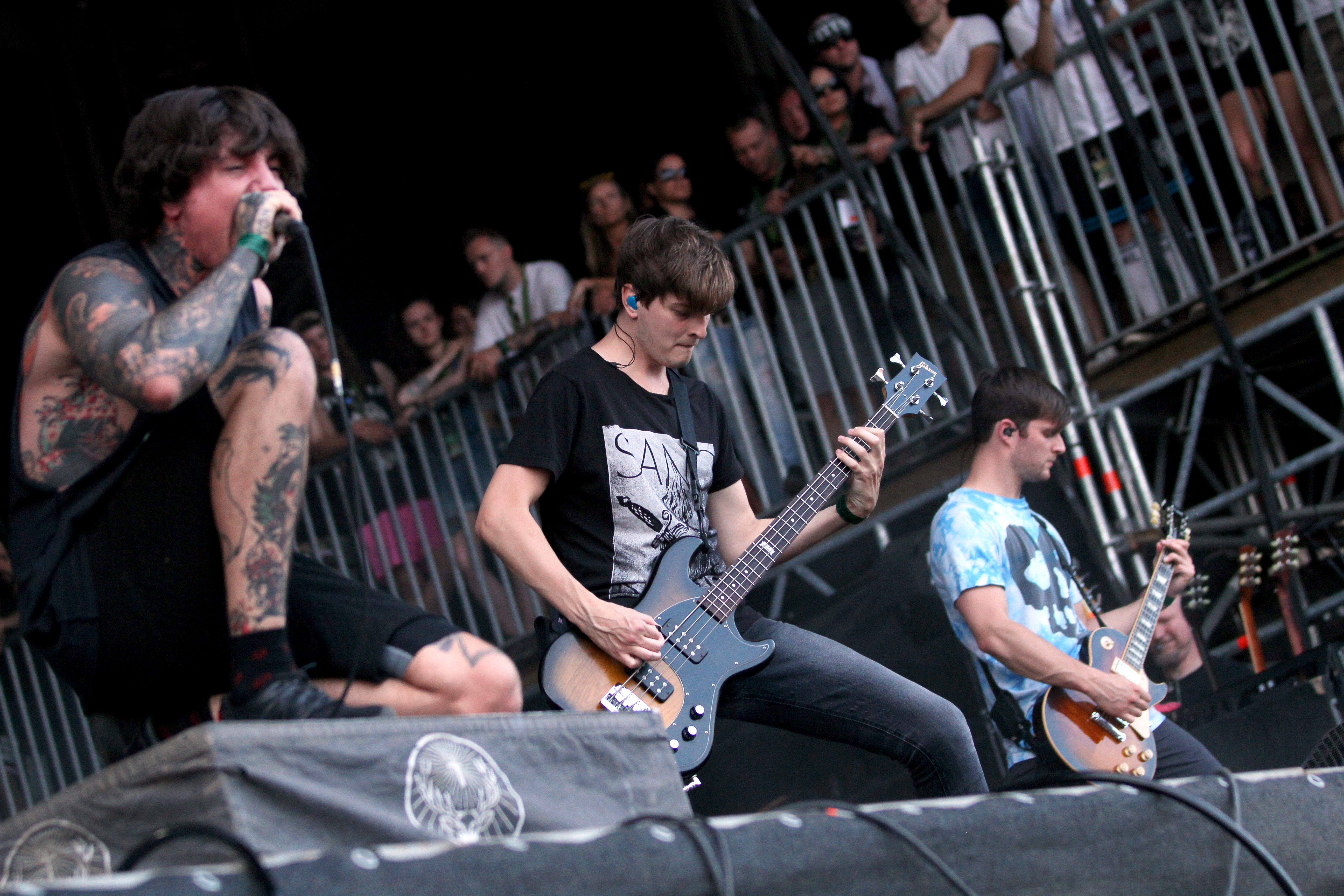
Bring Me the Horizon wurden als beste britische Band ausgezeichnet.

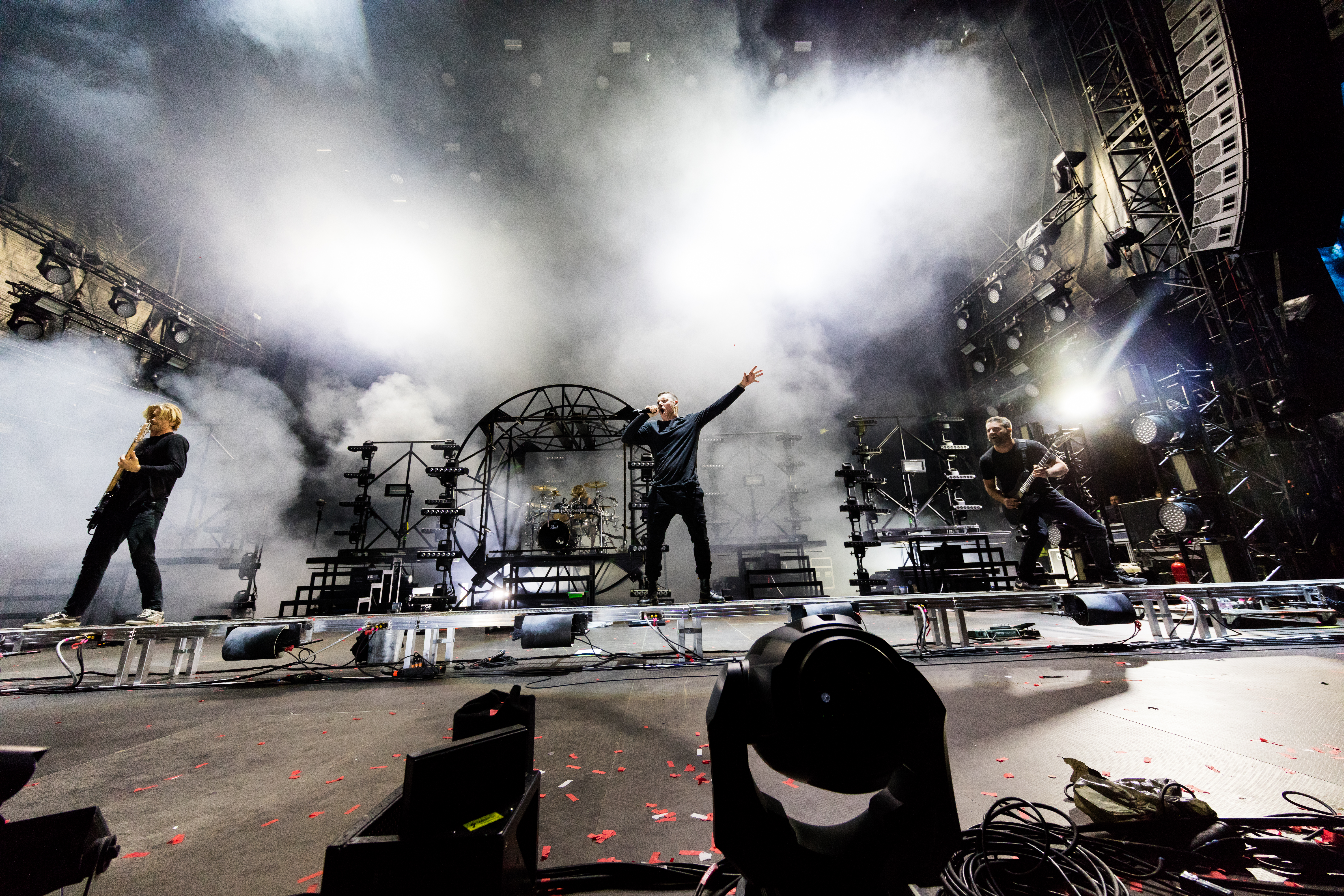
Parkway Drive wurden für als beste internationale Band ausgezeichnet.

Die Preisverleihung fand am 22. August 2019 im O2 Forum Kentish Town in London statt und wurde von Laura Jane Grace moderiert. Es traten die Bands Cancer Bats, Loathe, Nova Twins und Delaire the Liar auf. Die Nominierungen wurden im März 2019 bekannt gegeben.
| Best Album | Best UK Artist |
| --- | --- |
| - Architects – Holy Hell - Black Peaks – All That Divides - Ghost – Prequelle - Idles – Joy as an Act of Resistance - Judas Priest – Firepower - Parkway Drive – Reverence - Turnstile – Time & Space | - Architects - Black Peaks - Bring Me the Horizon - Enter Shikari - Iron Maiden - Judas Priest - While She Sleeps |
| Best Live Artist | Best International Artist |
| - Architects - Bring Me the Horizon - Enter Shikari - Fever 333 - Ghost - Parkway Drive - Slayer | - Beartooth - Behemoth - Ghost - Halestorm - Parkway Drive - Turnstile - Twenty One Pilots |
| Best UK Breakthrough Artist | Best International Breakthrough Artist |
| - Conjurer - Dream State - Holding Absence - Parting Gift - Puppy - Sleep Token - Yonaka | - Alien Weaponry - Bad Wolves - Fever 333 - MØL - Pagan - The Faim - Vein |
| Best Producer | Best Photographer |
| - Tom Dalgety - Romesh Dondangoda - Lewis Johns - Nick Raskulinecz - Andy Sneap - Dan Weller - Will Yip                                                                                               | - Derek Bremner - Thomas Lisle Coe-Brooker - Corinne Cumming - Paul Harries - Jennifer McCord - Tom Pullen - Ester Segarra                                                                                                 |
| Best Festival | Best Album Artwork |
| - 2000 Trees Festival - ArcTanGent Festival - Bloodstock Open Air - Download-Festival - Hellfest - Slam Dunk Festival - Wacken Open Air                                                               | - Architects – Holy Hell - Behemoth – I Loved You at Your Darkest - Boston Manor – Welcome to the Neigbourhood - Bullet for My Valentine – Gravity - Don Broco – Technology - Ghost – Prequelle - Judas Priest – Firepower |

### 2020

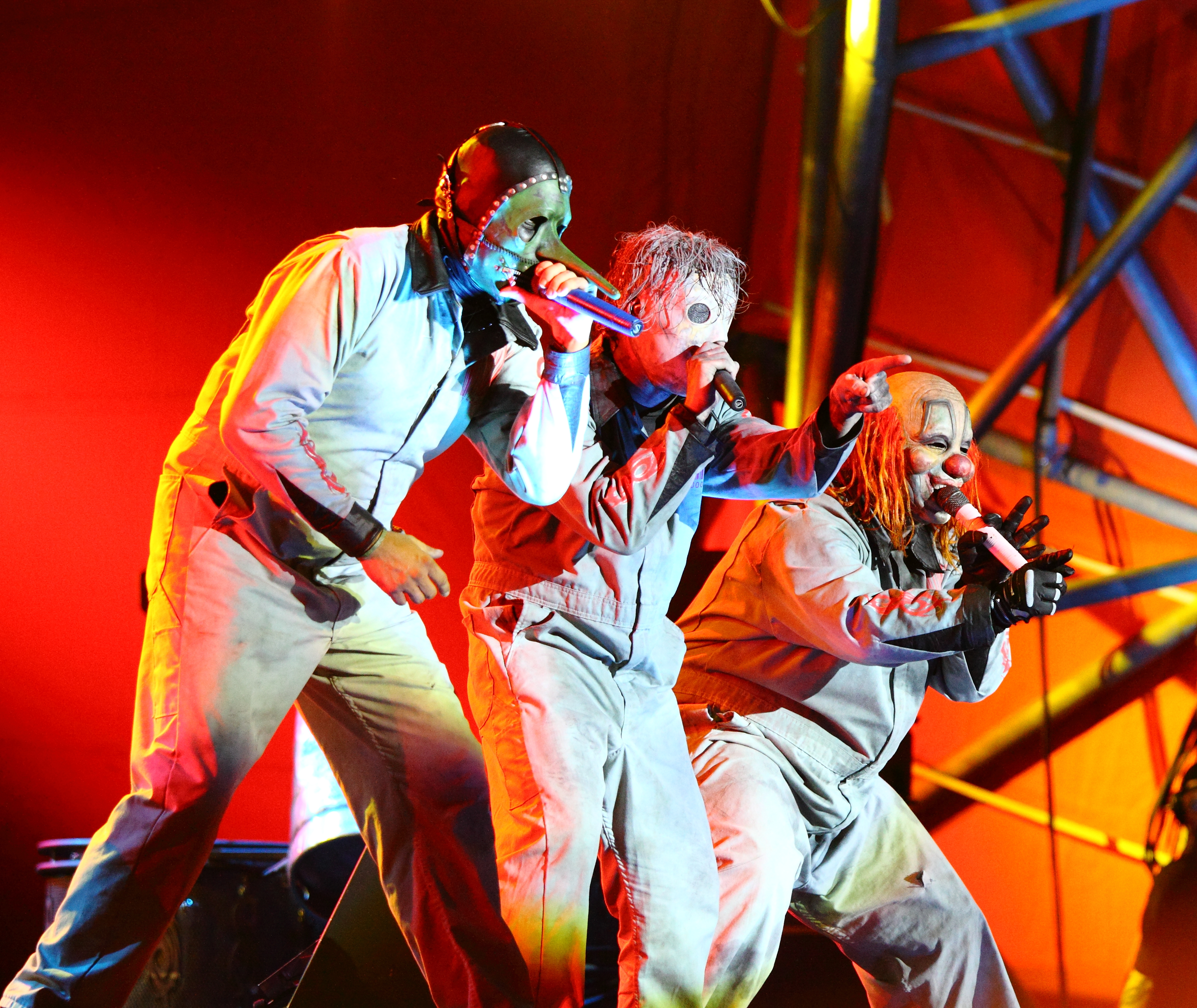
Slipknot wurden für das beste Album ausgezeichnet.

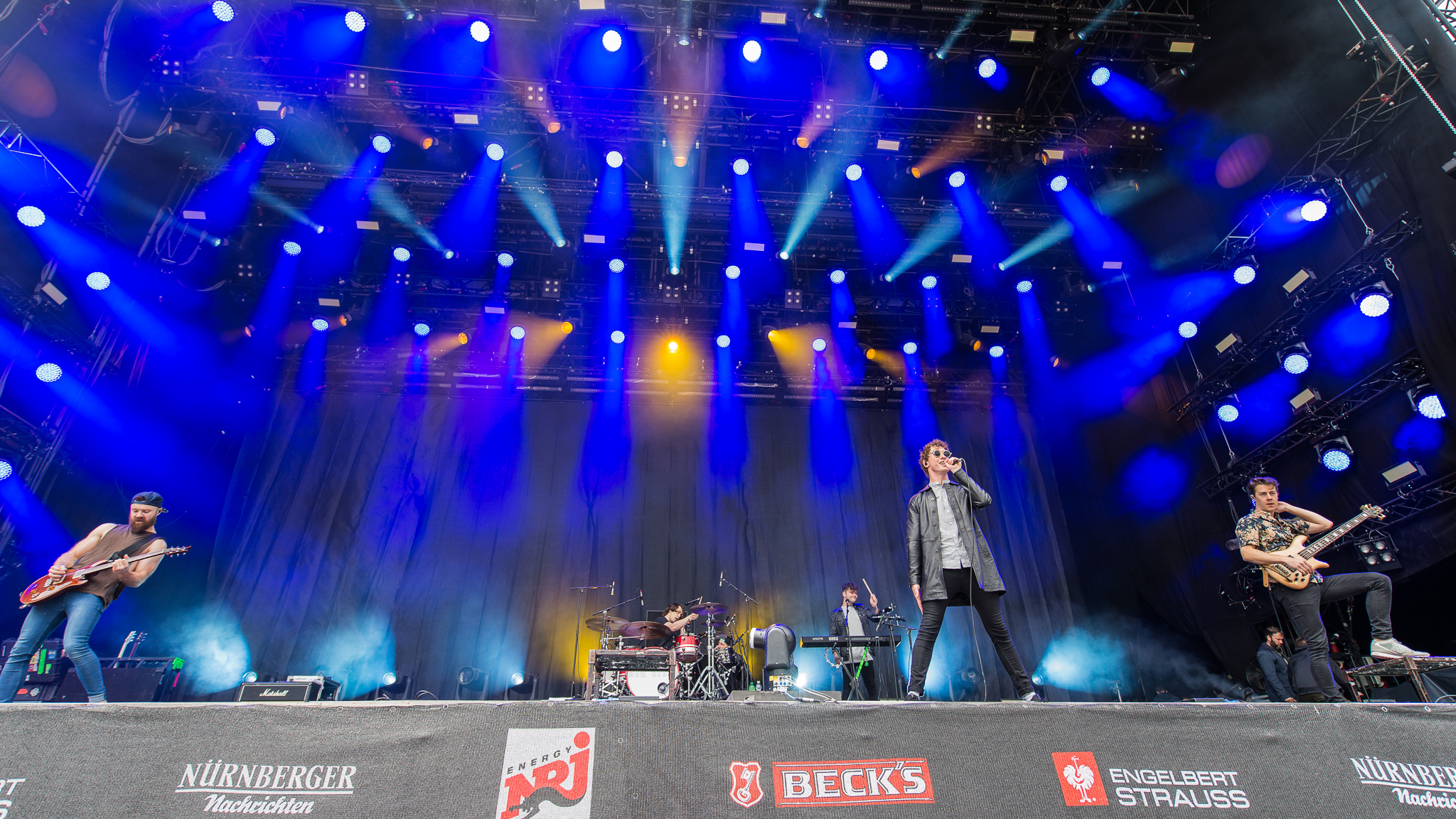
Don Broco wurden für das beste Video ausgezeichnet.

Die Preisverleihung fand am 3. September 2020 statt. Wegen der COVID-19-Pandemie fand die Verleihung ohne Publikum statt und wurde online übertragen. Es traten die Bands The Hunna, Holding Absence, Heart of a Coward, Wargasm, Coldbones und Hawxx auf. Nach dem Auftritt von Wargasm wurde der Livestream auf Twitch für drei Tage ausgesetzt, nachdem die Brustwarzen der Bassistin Milkie Way zu sehen waren.
| Best Album | Best UK Artist |
| --- | --- |
| - Babymetal – Metal Galaxy - Bring Me the Horizon – Amo - Dinosaur Pile-Up – Clebrity Manisons - Sleep Token – Sundowning - Slipknot – We Are Not Your Kind - Tool – Fear Inoculum - While She Sleeps – So What?       | - Architects - Bring Me the Horizon - Bury Tomorrow - Employed to Serve - Frank Carter & The Rattlesnakes - Venom Prison - While She Sleeps                                                             |
| Best International Artist | Best Live Band |
| - Fever 333 - The Interrupters - Parkway Drive - Rammstein - Slipknot - Stray from the Path - Tool | - Amon Amarth - Behemoth - Brutus - Fever 333 - Parkway Drive - Rammstein - Slipknot |
| Best UK Breakthrough Artist | Best International Breakthrough Artist |
| - Cold Years - Higher Power - Hot Milk - Ithaca - Lotus Eater - Nova Twins - Pengshui | - The Hu - Jesus Piece - Polaris - Simple Creatures - Skynd - Stand Atlantic - Thornhill |
| Best Album Artwork | Best Video |
| - Baroness – Gold & Grey - Blood Incantation – Hidden History of the Human Race - Bring Me the Horizon – Amo - Cattle Decapitation – Death Atlas - Korn – The Nothing - Rammstein – Rammstein - Venom Prison – Samsara | - Bring Me the Horizon – In the Dark - Creeper – Born Cold - Don Broco – Action - Enter Shikari – Stop the Clocks - Poppy feat. Fever 333 – Scary Mask - Rammstein – Deutschland - Slipknot – Unsainted |
| Best Festival | Best Photographer |
| - 2000 Trees - ArcTanGent - Bloodstock Open Air - Download-Festival - Hellfest - Roadburn Festival - Slam Dunk Festival                                                                                                | - Sarah Louise Bennett - Corinne Cumming - Paul Harries - Jennifer McCord - Jake Owens - Sabrina Ramdoyal - Ester Segarra                                                                               |
| Best Producer | |
| - Carl Brown - Romesh Dodangoda - Greg Fidelman - Adam Getgood - Larry Hibbitt - George Lever - Catherine Marks | |

### 2021

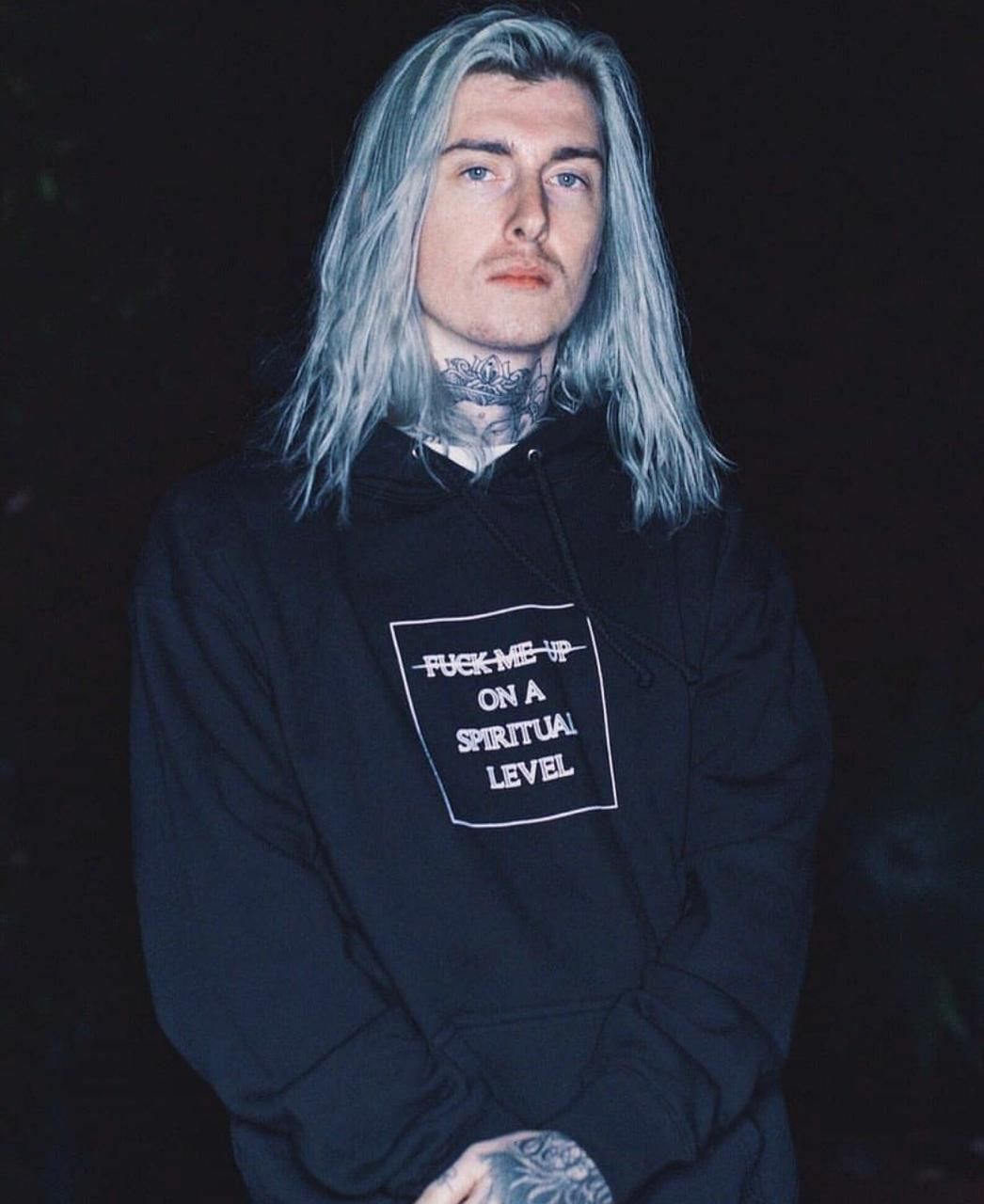
Ghostemane wurde als bester internationaler Künstler ausgezeichnet.

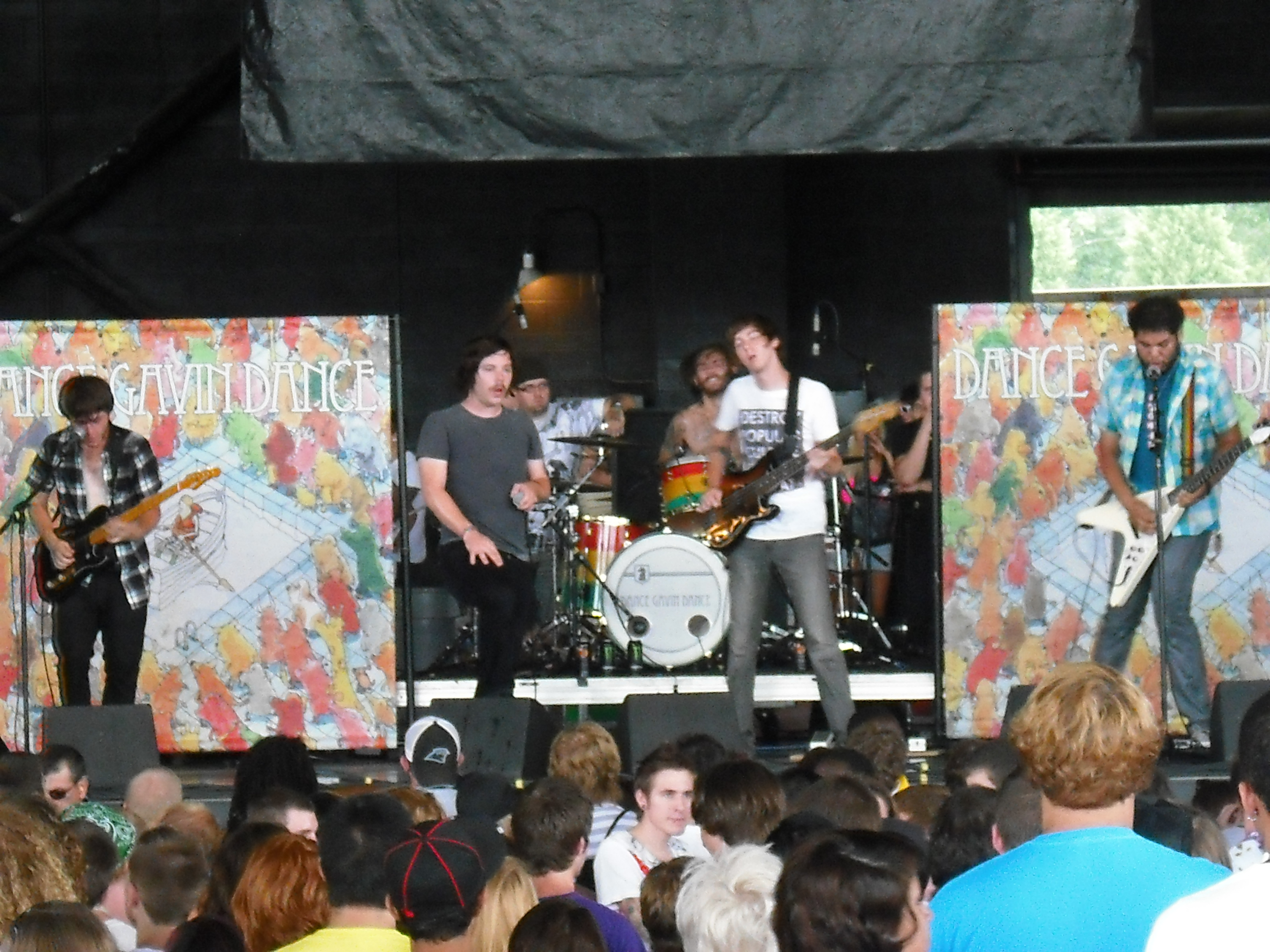
Dance Gavin Dance wurden für das beste Albumcover ausgezeichnet.

Die Preisverleihung fand am 2. September 2021 im O2 Forum Kentish Town in London statt und wurde von Alex Baker moderiert. Das O2 Forum war mit 2300 Zuschauern ausverkauft. Es traten die Bands Sleep Token, Trash Boat, Hot Milk und As Everything Unfolds auf. Die Nominierten wurden im März 2021 bekannt gegeben.
| Best Album | Best UK Artist |
| --- | --- |
| - Bring Me the Horizon – Post Human: Survival Horror - Bury Tomorrow – Cannibal - Code Orange – Underneath - Creeper – Sex, Death & The Infinite Void - Deftones – Ohms - Machine Gun Kelly – Tickets to My Downfall - Neck Deep – All Distortions Are Intentional                            | - Bring Me the Horizon - Bury Tomorrow - Creeper - Loathe - Neck Deep - Nova Twins - While She Sleeps |
| Best International Artist | Best UK Breakthrough Band |
| - Corey Taylor - Deftones - Five Finger Death Punch - Ghostemane - Lamb of God - The Pretty Reckless - Trivium | - As Everything Unfolds - Caskets - Death Blooms - Phoxjaw - Salem - Static Dress - Wargasm |
| Best International Breakthrough Artist | Best Album Artwork |
| - Dying Wish - END - Ghostkid - Meet Me @ The Altar - Spiritbox - Tallah - Yours Truly | - Code Orange – Underneath - Creeper – Sex, Death & The Infinite Void - Dance Gavin Dance – Afterburner - Enter Shikari – Nothing Is True & Everything Is Possible - Ghostemane – Anti-Icon - Palm Reader – Sleepless - Phoxjaw – Royal Swan |
| Best Video | Best Podcast |
| - Architects – Animal - Bring Me the Horizon feat. Yungblud – Obey - Deftones – Ohms - Erra – Snowblood - Eskimo Callboy – Hypa Hypa - Nova Twins – Taxi - While She Sleeps – Sleeps Society                                                                                                  | - The Downbeat - The Jasta Show - Lifers - The Punk Rock MBA - Riot Act - Sappenin’ - Someone Who Isn’t Me |
| Best Production | |
| - Bring Me the Horizon – Post Human: Survival Horror - Code Orange – Underneath - Creeper – Sex, Death & The Infinite Void - Enter Shikari – Nothing Is True & Everything Is Possible - Four Year Strong – Brain Pain - Loathe – I Let It in and It Took Everything - Palm Reader – Sleepless | |

### 2022

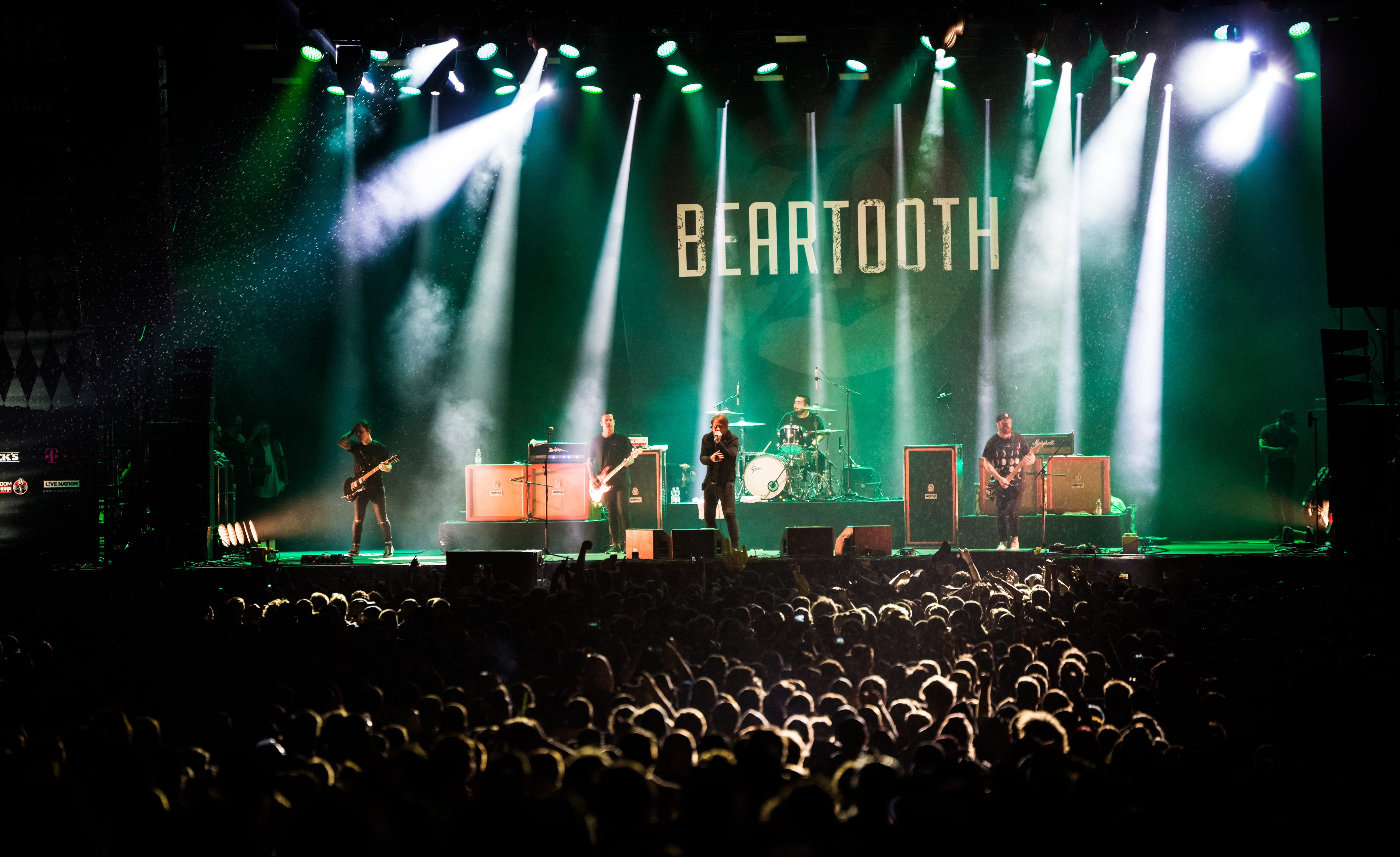
Beartooth wurden als bester internationaler Künstler ausgezeichnet.

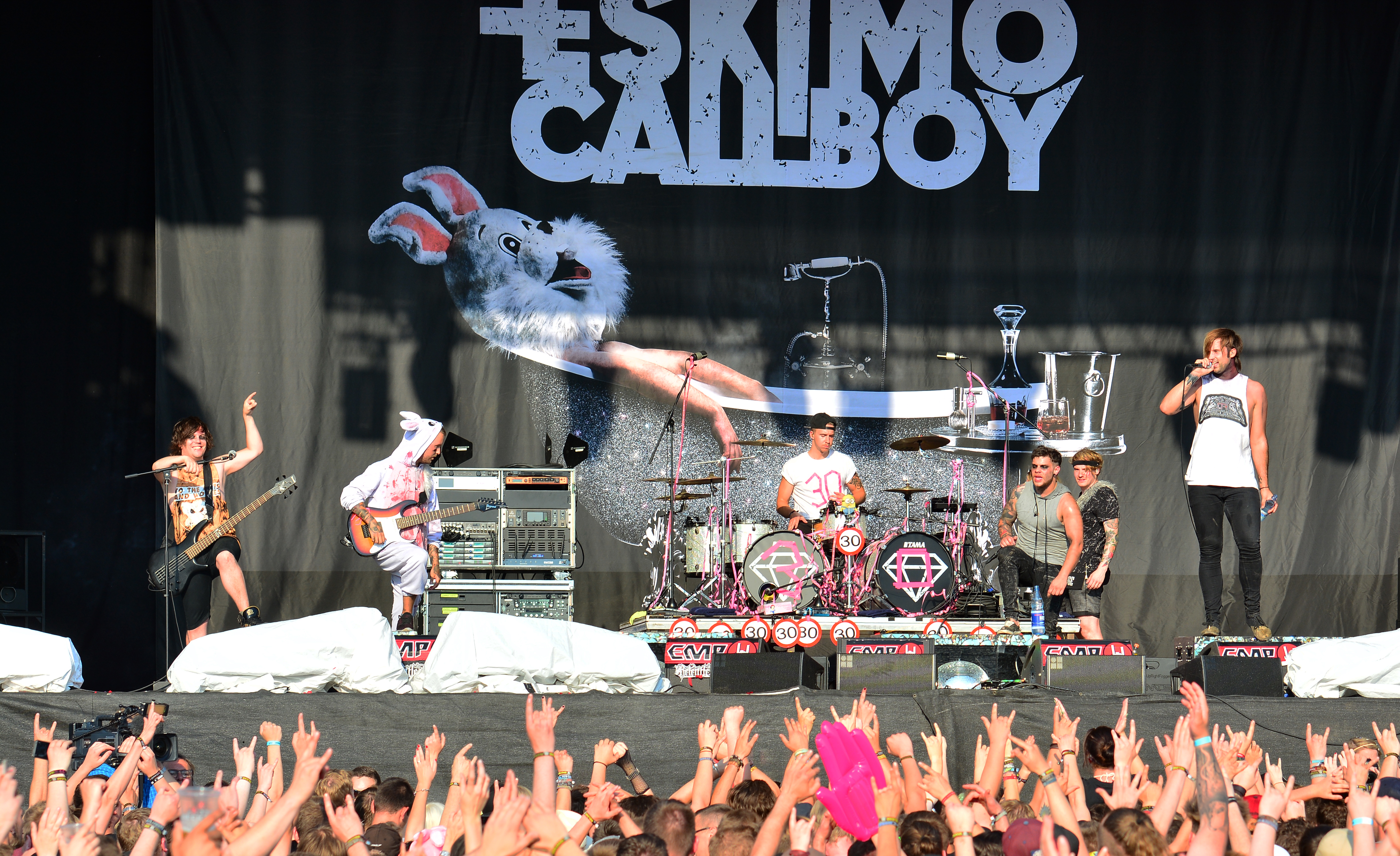
Electric Callboy wurden für das beste Video ausgezeichnet.

Die Preisverleihung fand am 5. Juni 2022 im O2 Forum Kentish Town in London statt und wurden von Alex Baker moderiert. Das O2 Forum war mit 2300 Zuschauern ausverkauft. Es traten die Bands Beartooth, Holding Absence, Meet Me @ The Altar und Static Dress auf. Die Nominierten wurden im März 2022 bekannt gegeben. Die Bands Architects, Don Broco, Spiritbox und Trivium erhielten jeweils vier Nominierungen.
| Best Album | Best UK Artist |
| --- | --- |
| - Architects – For Those Who Wish to Exist - Beartooth – Below - Bullet for My Valentine – Bullet for My Valentine - Don Broco – Amazing Things - Holding Absence – The Greatest Mistake of My Life - Spiritbox – Eternal Blue - Turnstile – Glow On                  | - Architects - Bring Me the Horizon - Don Broco - Enter Shikari - Nova Twins - Sleep Token - While She Sleeps |
| Best Live Artist | Best International Artist |
| - Bring Me the Horizon - Bullet for My Valentine - Don Broco - Enter Shikari - Sleep Token - Wargasm - While She Sleeps | - A Day to Remember - Beartooth - Gojira - Lorna Shore - Spiritbox - Trivium - Turnstile |
| Best UK Breakthrough Artist | Best International Breakthrough Artist |
| - Bob Vylan - Cassyette - Heriot - Kid Kapichi - Pupil Slicer - Static Dress - Witch Fever | - Bloodywood - KennyHoopla - Magnolia Park - Meet Me @ The Altar - Pinkshift - Vended - Yours Truly |
| Best Single | Best Production |
| - Architects – Meteor - Bring Me the Horizon – Die4U - Code Orange – Out for Blood - Holding Absence – Afterlife - Spiritbox – Circle with Me - Trivium – In the Court of the Dragon - Yungblud – Fleabag                                                             | - Bullet for My Valentine – Bullet for My Valentine - Gojira – Fortitude - Holding Absence – The Greatest Mistake of My Life - Mastodon – Hushed and Grim - Spiritbox – Eternal Blue - Trivium – In the Court of the Dragon - While She Sleeps – Sleeps Society |
| Best Video | Best Album Artwork |
| - Bring Me the Horizon – Die4U - Code Orange – Out for Blood - Don Broco – Manchester Super Reds No. 1 Fan - Electric Callboy – Pump It - Gojira – Born for One Thing - Ice Nine Kills feat. Jacoby Shaddix – Hip to Be Scared - Trash Boat – Don’t You Feel Amazing? | - Architects – For Those Who Wish to Exist - Converge & Chelsea Wolfe – Bloodmoon: I - Employed to Serve – Conquering - Mastodon – Hushed and Grim - The Offspring – Let the Bad Times Roll - Of Mice & Men – Echo - Trivium – In the Court of the Dragon       |

Darüber hinaus wurde On Wedneydays We Wear Black als bester Podcast ausgezeichnet. Die Band While She Sleeps erhielten den erstmals vergebenen Innovation Award für ihre Plattform Sleeps Society. Den Preis The H erhielt die Gruppierung Heavy Metal Truants, eine Gruppe Metal-Fans, die Fahrrad fahrend über eine Million Pfund für wohltätige Zwecke eingesammelt hat.

### 2023

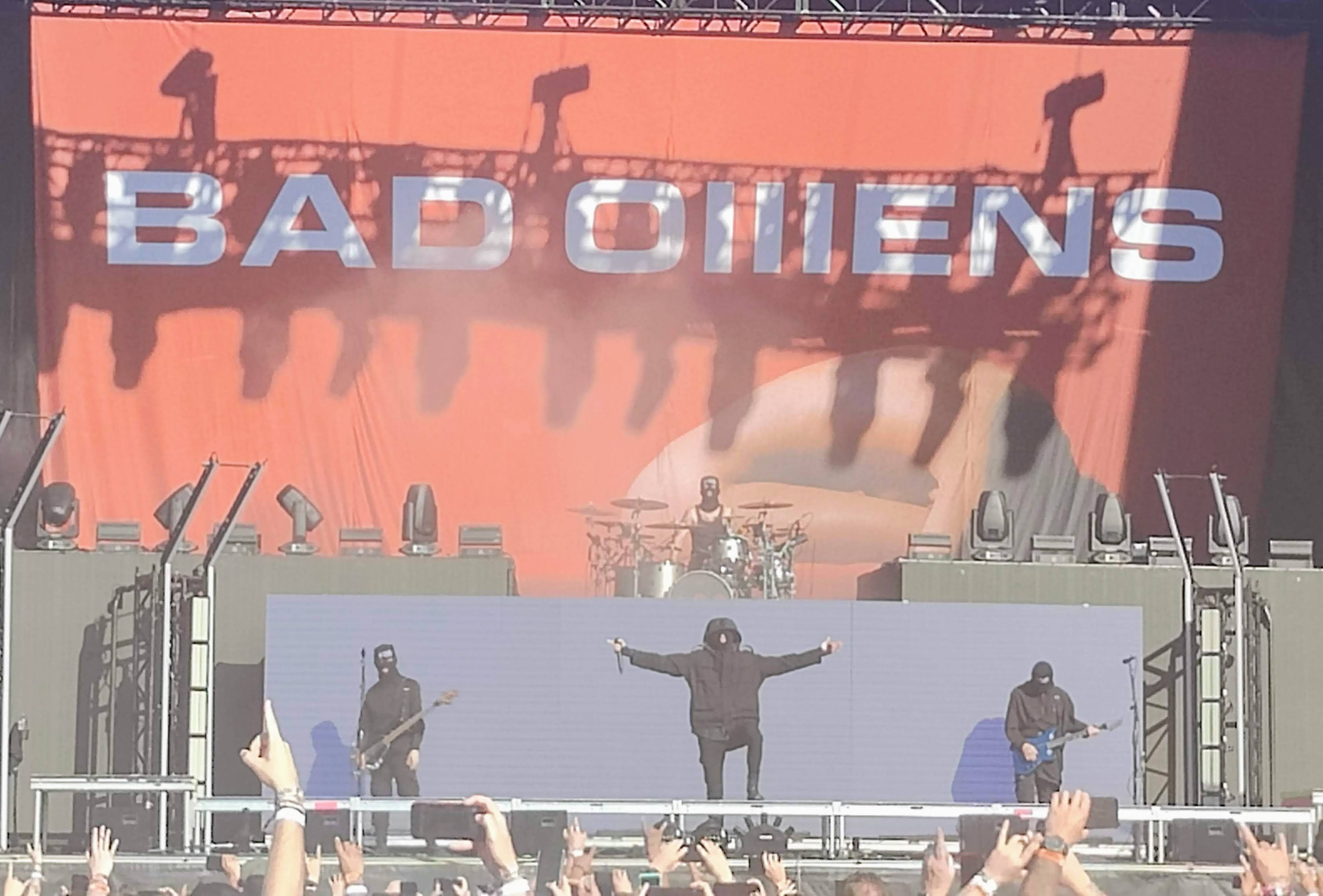
Bad Omens wurden für das beste Album ausgezeichnet

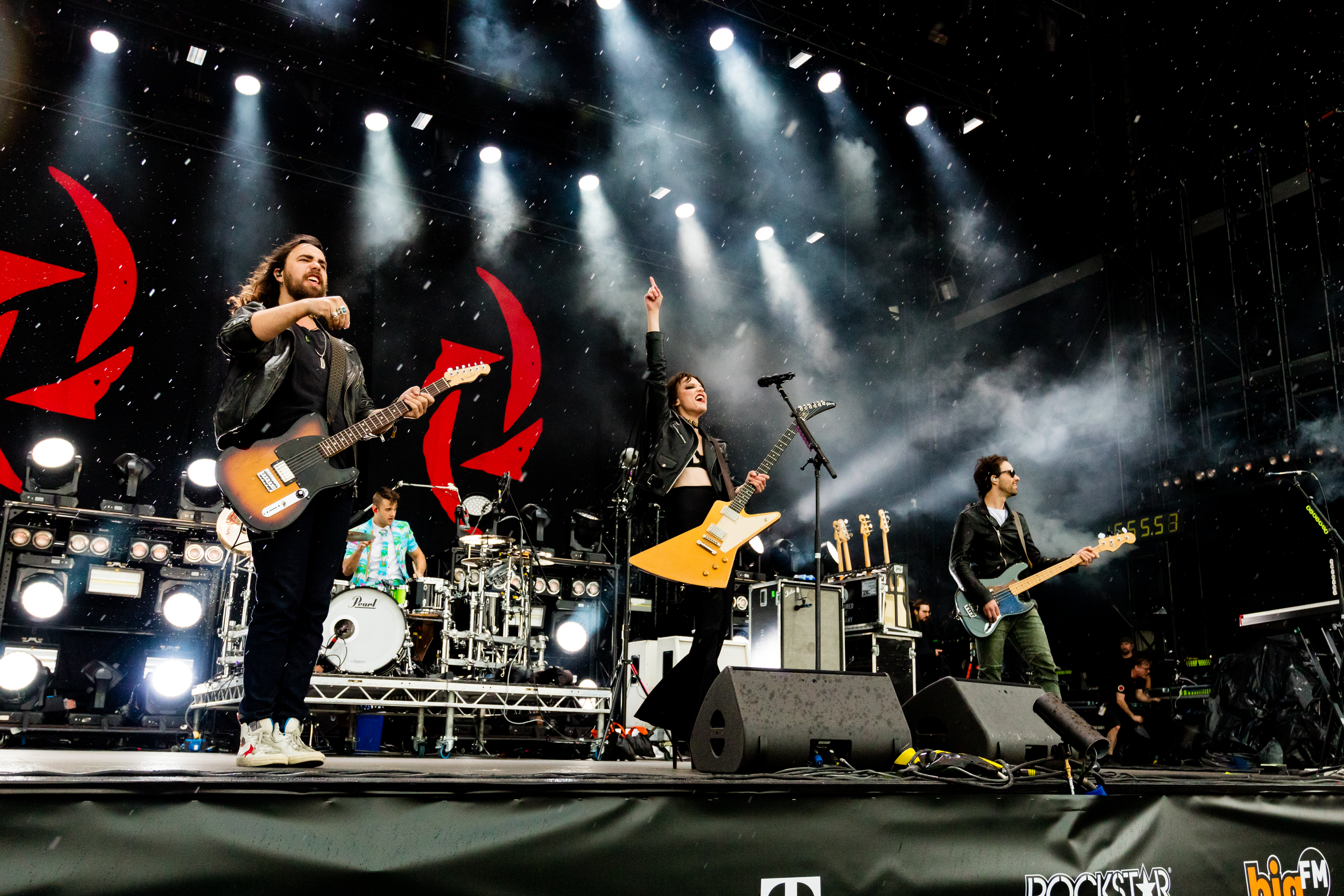
Halestorm erhielten den Preis für die beste internationale Band

Die Preisverleihung fand am 26. Mai 2023 in der Wembley Arena in London statt. Die Nominierten wurden am 14. März 2023 bekannt gegeben. Die Band Vukovi erhielt fünf Nominierungen, während Ghost, Halestorm und die Nova Twins jeweils vier Nominierungen erhielten. 5000 Zuschauer sahen die Preisverleihung, bei der die Bands Halestorm, Creeper, Loathe, Underoath und Boston Manor spielten.
| Best Album | Best Breakthrough Album |
| --- | --- |
| - Architects – The Classic Symptoms of a Broken Spirit - Bad Omens – The Death of Peace of Mind - Ghost – Impera - Halestorm – Back from the Dead - Nova Twins – Supernova - Slipknot – The End, So Far - Vukovi – Nula          | - Bloodywood – Rakshak - Cassyette – Sad Girl Mixtape - Charlotte Sands – Love and Other Lies - Heriot – Profound Morality - Static Dress – Rouge Carpet Disaster - Wargasm – Explicit: The Mixxxtape - Witch Fever – Congregation                         |
| Best UK Artist | Best International Artist |
| - Bob Vylan - Creeper - Holding Absence - Malevolence - Nova Twins - Sleep Token - Vukovi | - Bad Omens - Electric Callboy - Ghost - Halestorm - I Prevail - Polyphia - Spiritbox |
| Best UK Live Artist | Best International Live Artist |
| - Biffy Clyro - Creeper - Enter Shikari - Neck Deep - Nova Twins - Skindred - Vukovi | - Alexisonfire - Electric Callboy - Ghost - Halestorm - My Chemical Romance - Parkway Drive - Turnstile |
| Best Breakthrough Live Artist | Best UK Breakthrough Artist |
| - As Everything Unfolds - Cassyette - Heriot - Joey Valence & Brae - Lake Malice - Static Dress - Witch Fever | - As December Falls - Blackgold - Cody Frost - Delilah Bon - Kid Bookie - Lake Malice - Zand |
| Best International Breakthrough Artist | Best Festival |
| - Charlotte Sands - Chat Pile - LS Dunes - Scene Queen - Scowl - Soul Blind - Zulu | - 2000 Trees - Aftershock Festival - BMTH Malta Weekender - Download-Festival - Hellfest - Outbreak Festival - Slam Dunk Festival |
| Best Single | Best Production |
| - Architects – When We Were Young - Bring Me the Horizon – Strangers - Creeper – Ghost Brigade - Enter Shikari feat. Wargasm – The Void Stares Back - Ghost – Call Me Little Sunshine - Ithaca – They Fear Us - Neck Deep – STFU | - Architects – The Classic Symptoms of a Broken Spirit - Bad Omens – The Death of Peace of Mind - Ithaca – They Fear Us - Halestorm – Back from the Dead - Rolo Tomassi – Where Myth Becomes Memory - Static Dress – Rouge Carpet Disaster - Vukovi – Nula |
| Best Video | Best Album Artwork |
| - Cassyette – Sad Girl Summer - Coheed and Cambria – The Liars Club - Electric Callboy – Hurrikan - Motionless in White – Werewolf - Nova Twins – Choose Your Fighter - Parkway Drive – Glitch - Polyphia – Playing God          | - Coheed and Cambria – Vaxis – Act II: A Window of the Waking Mind - Malevolence – Malicious Intent - Parkway Drive – Darker Still - Polyphia – Remember That You Will Die - Vukovi – Nula - Witch Fever – Congregation - Zeal & Ardor – Zeal & Ardor      |

### 2024

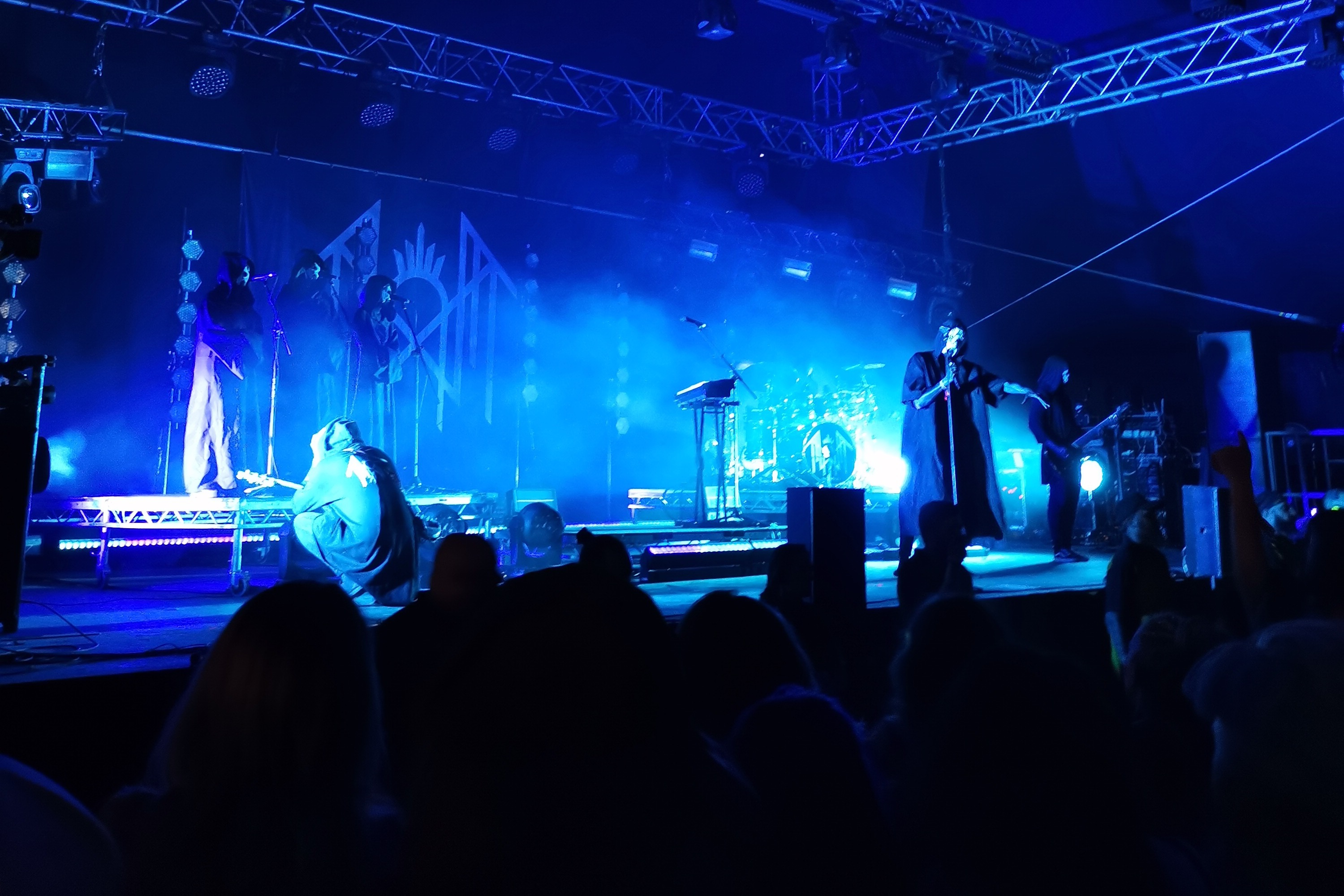
Sleep Token wurden für das beste Album ausgezeichnet.

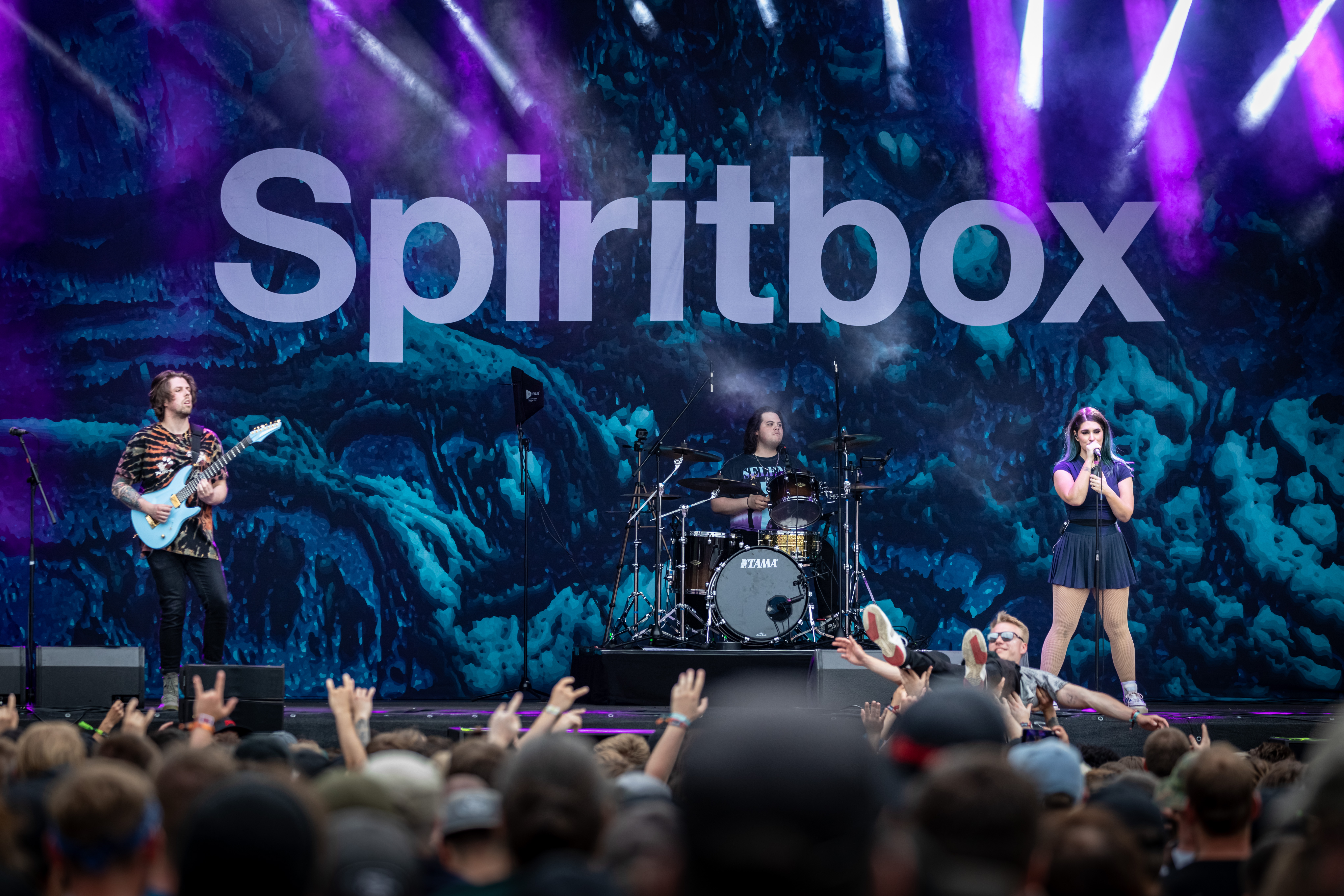
Spiritbox wurden als beste internationale Künstler ausgezeichnet.

Die Preisverleihung fand am 22. August 2024 im O2 Forum Kentish Town in London statt. Die Nominierten wurden am 24. April 2024 bekannt gegeben. Sleep Token erhielten mit vier die meisten Nominierungen. Im Rahmen der Preisverleihung traten die Bands Neck Deep, Casey, Graphic Nature und Unpeople auf.
| Best Album | Best Breakthrough Album |
| --- | --- |
| - As Everything Unfolds – Ultraviolet - Blink-182 – One More Time… - Creeper – Sanguivore - Enter Shikari – A Kiss for the Whole World - Holding Absence – The Noble Art of Self Destruction - Militarie Gun – Life Under the Gun - Sleep Token – Take Me Back to Eden | - Empire State Bastard – Rivers of Heresy - Graphic Nature – A Mind Waiting to Die - Honey Revenge – Retrovision - Hot Milk – A Call to the Void - Sophie Lloyd – Imposter Syndrome - Wargasm – Venom - Zulu – A New Tomorrow |
| Best UK Artist | Best International Artist |
| - Architects - Bring Me the Horizon - Enter Shikari - Malevolence - Nova Twins - Skindred - Sleep Token | - Avenged Sevenfold - Bad Omens - Beartooth - Electric Callboy - Landmvrks - Slaughter to Prevail - Spiritbox |
| Best UK Live Artist | Best International Live Artist |
| - Bob Vylan - Bring Me the Horizon - Enter Shikari - Holding Absence - Malevolence - Sleep Token - While She Sleeps | - Bad Omens - Electric Callboy - Ice Nine Kills - Landmvrks - Limp Bizkit - Slipknot - Spiritbox |
| Best Breakthrough Live Artist | Best UK Breakthrough Artist |
| - Better Lovers - Kid Bookie - Knife Bride - Lake Malice - The Meffs - Scene Queen - Thrown | - Alt Blk Era - Graphic Nature - Knife Bride - Røry - Snayx - Unpeople - Zetra |
| Best International Breakthrough Artist | Best Album Artwork |
| - Games We Play - Half Me - Honey Revenge - Kim Dracula - Koyo - Speed - Thrown | - Baroness – Stone - Creeper – Sanguivore - Empire State Bastard – Rivers of Heresy - Metallica – 72 Seasons - Polaris – Fatalism - Sleep Token – Take Me Back to Eden - Svalbard – Weight of the Mask                        |

### 2025
Die Preisverleihung findet am 21. August 2025 im O2 Forum Kentish Town in London statt. Die Nominierten wurden am 19. März 2025 bekannt gegeben.
| Best Album | Best Breakthrough Album |
| --- | --- |
| - Amyl and the Sniffers – Cartoon Darkness - Bilmuri – American Motor Sports - Bring Me the Horizon – Post Human: Nex Gen - Heriot – Devoured by the Mouth of Hell - Knocked Loose – You Won’t Go Home Before You’re Supposed To - Linkin Park – From Zero - Poppy – Negative Spaces | - Allt – From the New World - Better Lovers – Highly Irresponsible - Dead Pony – Ignore This - Rory – Restoration - Sceen Queen – Hot Singles in Your Area - Speed – Only One Mode - Thrown – Excessive Guilt                                                            |
| Best UK Artist | Best International Artist |
| - Architects - Bring Me the Horizon - Enter Shikari - Heriot - Malevolence - Neck Deep - Sleep Token | - Bad Omens - Electric Callboy - Green Day - Knocked Loose - Linkin Park - Poppy - Spiritbox |
| Best UK Live Artist | Best International Live Artist |
| - Bleed from Within - Boston Manor - Bring Me the Horizon - Bury Tomorrow - Enter Shikari - High Vis - Sleep Token | - Electric Callboy - Gojira - Green Day - Korn - Motionless in White - Spiritbox - The Warning |
| Best Breakthrough Live Artist | Best UK Breakthrough Artist |
| - Alt Blk Era - Better Lovers - House of Protection - Lolo - Rory - South Arcade - Unpeople | - Dead Pony - Lambrini Girls - Snayx - South Arcade - Split Chain - Unpeople - Vower |
| Best International Breakthrough Artist | Best Album Artwork |
| - Allt - Amira Elfeky - Bambie Thug - Gel - Gore - House of Protection - Sleep Theory | - 156/Silence – People Watching - Blood Incantation – Absolute Everywhere - The Ghost Inside – Searching for Solace - Knocked Loose – You Won’t Go Home Before You’re Supposed To - Laura Jane Grace – Hole in My Head - Linkin Park – From Zero - Neck Deep – Neck Deep |